# Шахрай Олександр Осипович
Олександр Осипович Шахрай (рос. Александр Осипович Шахрай; 1898 — 13 червня 1949) — радянський державний і партійний діяч, відповідальний секретар Киргизького обласного (республіканського) комітету ВКП(б) у 1930—1933 роках.

## Життєпис
Народився в Петербурзі в робітничій родині. Ще підлітком розпочав працювати у друкарні.
1916 року за участь у страйку був звільнений та занесений у «чорний список». Того ж року був призваний на військову службу. Служив у Балтійському флоті (Кронштадт). Від 1917 до 1918 року був рядовим царської армії в запасному полку (Новий Петергоф).
1918 року вступив до лав партії більшовиків, після чого Петроградський губкомом партії відрядив його на продовольчий фронт до Тамбовської губернії. Під час перебування там Шахрай за дорученням губернського комітету проводив роботу з організації ланки комуністичного союзу молоді в місті Тамбові, а також у повітовій Лебедяні.
1919 року вступив до лав РСЧА, де спочатку був агітатором-комісаром батальйону, потім працював у політичному відділі 8-ї армії та брав безпосередню участь у боях на Південному фронті й Північному Кавказі.
1920 року був відряджений до Грозного на посаду уповноваженого особливого відділу ВНК. З тієї посади був переведений на партійну роботу, отримавши пост секретаря Кізлярського повітового комітету РКП(б). Від місцевої партійної організації був обраний делегатом на Х з'їзд партії. Після цього брав участь у придушенні Кронштадтського повстання.
Від 1921 до 1922 року був членом президії Терського губкому РКП(б) (Георгієвськ). Після цього був обраний завідувачем агітаційно-масового відділу Терського губкому (П'ятигорськ).
Від 1922 до 1924 року навчався в Комуністичному університеті імені Я. М. Свердлова (Москва). Після випуску переїхав до Владимирської губернії, де працював на посадах лектора, пропагандиста агітаційно-пропагандистського відділу місцевого губернського комітету ВКП(б) до 1925 року. Після цього там же був призначений на пост відповідального секретаря партійної ланки ткацької фабрики «Собінка».
Від 1927 до 1929 року — відповідальний секретар Ковровського окружного комітету ВКП(б). Після цього (до 1930) був завідувачем організаційного відділу Івановського промислового обласного комітету партії.
У 1930-1933 роках займав посаду першого секретаря Киргизького обласного (республіканського) комітету ВКП(б). Також був членом ЦВК СРСР і членом Виконавчої комісії Середньоазійського бюро ЦК ВКП(б).
Від 1934 року обіймав посади заступника начальника Головного управління лляної промисловості, директора науково-дослідного інституту новолубянського волокна. 1938 року став директором фабрики «Новый хлопок», де працював до початку німецько-радянської війни.
У липні 1941 року пішов до Червоної армії, де служив на посадах командира батальйону, комісара батальйону в 1-й Ленінській дивізії, а також заступника начальника політвідділу 93-ї стрілецької дивізії. Після завершення війни повернувся на попередню роботу на фабрику «Новый Хлопок», де працював до 1948 року. Пізніше, вже маючи важку хворобу, до самої смерті працював директором фабрики головних уборів Москворецького Райпромторгу.